# Le Chardon et le Tartan
Cet article concerne la saga littéraire. Pour le premier roman de la série homonyme, voir Le Chardon et le Tartan.
Le Chardon et le Tartan (titre original : Outlander, aussi appelé la saga Le Cercle de pierre) est une série de romans de fantasy écrite par la romancière américaine Diana Gabaldon depuis 1991.
Le Chardon et le Tartan est en fait le titre du premier roman, publié aux États-Unis sous le titre Outlander et au Royaume-Uni sous le titre Cross Stitch. La franchise s'est étendue en 2014 avec l'adaptation télévisuelle intitulée Outlander et diffusée sur Starz, ainsi que dans le roman graphique The Exile: An Outlander Graphic Novel, publié en 2010.

## Développement et inspiration
Diana Gabaldon souhaitait écrire un roman historique « pour s'entraîner », sans avoir en tête une époque particulière. Un jour, elle regarda par hasard The War Games, le cinquantième épisode de la première série de Doctor Who sur PBS. Elle fut impressionnée par le personnage Jamie McCrimmon, un jeune Écossais de 1745 interprété par Frazer Hines. L'image du jeune homme en kilt l'a marquée, et elle a décidé de situer son roman dans l’Écosse du XVIIIe siècle et de nommer son personnage masculin Jamie d'après le personnage de Doctor Who. 
Gabaldon veut initialement écrire un roman historique classique, mais alors qu'elle commence à écrire le personnage de Claire, elle estime que « le personnage a rapidement pris le pas sur mon idée originelle, et elle finit par raconter l'histoire elle-même, faisant des remarques crâneuses et modernes sur tout et rien ». L'auteur décide d'en faire une femme moderne projetée au XVIIIe siècle.
On ne peut cependant s'empêcher, dans la mise en images en particulier, d'observer aussi une inspiration du côté du film Highlander, tant par le thème (du voyage dans le temps, à partir de l'Écosse clanique) que par le personnage de Jamie Fraser rappelant le Connor MacLeod interprété par Christophe Lambert (et tandis que celui-ci tombe amoureux de Brenda, une scientifique légiste de la police, en 1985, c'est une infirmière future chirurgienne qui tombe amoureuse de Jamie en 1743).

## Résumés

### Le Chardon et le Tartan
Écosse, 1945. Après une longue séparation due à la Seconde Guerre mondiale, Claire Randall, infirmière de la British Army, et son mari Frank, professeur d'histoire, tentent de se retrouver pour une deuxième lune de miel à Inverness, en plein cœur des Highlands. Pendant que Frank entreprend des recherches généalogiques sur sa famille, Claire visite les environs. Après avoir entendu parler de coutumes locales liées aux cultes druidiques, elle décide d'aller voir par elle-même les menhirs de la colline de Craigh na Dun. Par un moyen inconnu, elle finit par traverser les pierres et se retrouve plus de 200 ans dans le passé, pendant les rébellions jacobites de la première moitié du XVIIIe siècle.

### Le Talisman
France, 1744. À la fin du premier tome, Claire a convaincu Jamie de tenter d'empêcher la deuxième révolte jacobite et le massacre du peuple des Highlands qui en a résulté. Pour arriver à leurs fins, ils se rendent à Paris pour tenter de persuader le jeune prétendant au trône Charles Stuart d'abandonner ses prétentions. Il se trouve dans la capitale française pour tenter de récolter des fonds et de convaincre le roi de France Louis XV de lui prêter main-forte. À Paris, Jamie utilise le réseau de connaissances de son cousin Jared pour se faire une place dans l'aristocratie française afin de se donner les moyens de comploter contre les Stuart. Mais lorsque Jack Randall fait une apparition surprise, Jamie, malgré sa promesse d'épargner l'ancêtre de Frank (sa mort impliquant que Frank n'existera donc pas), provoque Randall en duel pour se venger ; il ne le tue pas, se contentant de le rendre impuissant. Claire fait une fausse couche et est conduite à l'hôpital alors que Jamie est emprisonné à la Bastille pour avoir participé à un duel.
Claire libère Jamie après un arrangement avec le roi de France. De retour en Écosse, ils retournent vivre à Lallybroch avec Jenny et sa famille. Mais ils reçoivent bientôt une lettre des Stuart, annonçant que Charles a finalement entrepris son voyage pour l’Écosse après avoir réussi à trouver un financement. Jamie et son clan n'ont d'autre choix que répondre à son appel et les Fraser se joignent à l'armée de Stuart.
Écosse, 1968. Claire est de retour dans son époque. Vingt ans se sont écoulés depuis son passage à travers les pierres, et elle les a passés aux côtés de son mari Frank. À la suite de la mort de celui-ci, elle emmène sa fille Brianna, à Inverness pour y rencontrer Roger, le fils adoptif du révérend Wakefield, un vieil ami de Frank. Claire souhaite qu'il les aide à découvrir ce qui est arrivé aux hommes de Lallybroch après la bataille de Culloden en 1746. Roger, Claire et Brianna se rendent dans un vieux cimetière à la recherche de la tombe de Jonathan Randall, l'ancêtre de Frank, mais ils y découvrent aussi la tombe de Jamie. Celle-ci fait partie d'une sépulture commune où le nom de Claire apparaît, bien que la date de sa mort soit manquante. Claire révèle alors à Brianna qu'elle est l'enfant de Jamie, pas de Frank. Tentant de s'expliquer face à une Brianna en colère, Claire entreprend de narrer toute son histoire à sa fille et à un Roger fasciné.

## Livres de la série
| N° | Version originale                                             | Version française | Version française | Version française | Version française                                                           |
| N° | Delacorte Books                                               | Presses de la Cité | J'ai lu | Libre Expression | J'ai lu - Intégrale                                                         |
| -- | ------------------------------------------------------------- | --- | --- | --- | --------------------------------------------------------------------------- |
| 1  | Outlander (États-Unis, 1991) Cross Stitch (Royaume-Uni, 1991) | Le Chardon et le Tartan (1995)                                                                                                   | La Porte de pierre (1998) Le Bûcher des sorcières (1998)                                                                   | Le Chardon et le Tartan (2002)                                                                                                   | Le Chardon et le Tartan (2014)                                              |
| 2  | Dragonfly in Amber (1992)                                     | Le Talisman (1996) | Le Talisman (1999) Les Flammes de la rébellion (1999)                                                                      | Le Talisman (2002) | Le Talisman (2014)                                                          |
| 3  | Voyager (1993)                                                | Le Voyage (1997) | Le Voyage (1999) | Le Voyage (2002) | Le Voyage (2015)                                                            |
| 4  | Drums of Autumn (1996)                                        | Les Tambours de l'automne (1998)                                                                                                 | Les Tambours de l'automne (2001)                                                                                           | Les Tambours de l'automne (2002)                                                                                                 | Les Tambours de l'automne (2015)                                            |
| 5  | The Fiery Cross (2001)                                        | La Croix de feu (2003) Le Temps des rêves (2003)                                                                                 | La Croix de feu (2004) Le Temps des rêves (2005) La Voie des songes (2006)                                                 | La Croix de feu - Partie 1 (2002) La Croix de feu - Partie 2 (2002)                                                              | La Croix de feu (2015)                                                      |
| 6  | A Breath of Snow and Ashes (2005)                             | La Neige et la Cendre (2006) Les Canons de la liberté (2007)                                                                     | La Neige et la Cendre (2008) Les Grandes Désespérances (2008) Les Canons de la liberté (2008) Le Clan de la révolte (2008) | Un tourbillon de neige et de cendres - Partie 1 (2006) Un tourbillon de neige et de cendres - Partie 2 (2006)                    | La Neige et la Cendre (2015)                                                |
| 7  | An Echo in the Bone (2009)                                    | L'Écho des cœurs lointains - 1 : Le Prix de l'indépendance (2010) L'Écho des cœurs lointains - 2 : Les Fils de la liberté (2011) | | L'Écho des cœurs lointains - 1 : Le Prix de l'indépendance (2010) L'Écho des cœurs lointains - 2 : Les Fils de la liberté (2011) | L'Écho des cœurs lointains - 1 (2016) L'Écho des cœurs lointains - 2 (2016) |
| 8  | Written In My Own Heart's Blood (2014)                        | | | Écrit avec le sang de mon cœur - Partie 1 (2015) Écrit avec le sang de mon cœur - Partie 2 (2016)                                | À l'encre de mon cœur - 1 (2016) À l'encre de mon cœur - 2 (2016)           |
| 9  | Go Tell the Bees That I Am Gone (2021)                        | | | L'Adieu aux abeilles - Partie 1 (2022) L'Adieu aux abeilles - Partie 2 (2023)                                                    | L'Adieu aux abeilles - 1 (2022) L'Adieu aux abeilles - 2 (2023)             |
| 10 | Book Ten (as yet untitled) (2024-2026)                        | | | |                                                                             |

En 2017, un recueil de sept nouvelles, Seven Stones to Stand or Fall a été publié. Les éditions J'ai lu publient en 2018 sa traduction française sous le titre Le Cercle des sept pierres. Il contient les nouvelles suivantes : Des usages de l’armée (The Custom of the Army, 2010 : lord John Grey à la bataille des plaines d'Abraham, aux côtés du général Wolfe) ; L'Espace de l’entre-deux (The Space Between, 2013 : Maître Raymond et le comte de Saint-Germain à Paris) ; Les Faiseurs de zombies (A Plague of Zombies, 2011 : Lord John gouverneur militaire de la Jamaïque) ; Le Vent de la Toussaint (A Leaf on the Wind of All Hallows, 2010 : le destin des parents de Roger MacKenzie durant la Seconde Guerre mondiale) ; Novices (Virgins, 2013 : Jamie Fraser et Ian Murray jeunes mercenaires en France) ; Un vert éphémère (A Fugitive Green, 2017 : le duc de Pardloe, frère aîné de lord John, victime de chantage) ; Les Canons d'El Morro (Besieged, 2017 : Lord John retrouve sa mère à La Havane assiégée).

## Personnages
- Claire Beauchamp, infirmière militaire anglaise puis chirurgienne à Boston. Mariée à Frank Randall au XXe siècle et à James Fraser au XVIIIe siècle.
- James « Jamie » Alexander Malcolm MacKenzie Fraser, écossais, laird de Broch Tuarach à Lallybroch. Militaire, palefrenier, imprimeur et contrebandier à Édimbourg, vendeur de vin et espion à Paris, propriétaire de Fraser's Ridge dans le comté de Rowan. Père de Faith et de Brianna, père illégitime de William Ranson, 9e comte d'Ellesmere.
- Frank Randall, historien, époux de Claire Beauchamp, père adoptif de Brianna.
- Jonathan « Jack » Randall, officier dans les troupes d'occupation anglaise en Écosse, ancêtre de Frank Randall.
- Colum MacKenzie, Laird du clan MacKenzie de Leoch, oncle de Jamie Fraser, handicapé par une maladie dégénérative (maladie de Toulouse-Lautrec au XXe siècle).
- Dougal MacKenzie, chef de guerre des MacKenzie de Leoch, frère de Colum. Jacobite, amant de Geillis Duncan.
- Murtagh Fitzgibbons Fraser, parrain de Jamie, son protecteur et homme de confiance.
- Charles Édouard Stuart (Bonnie Prince Charlie), prétendant au trône d'Écosse contre George II.
- Geillis Duncan (alias Gillian Edgars), étudiante en histoire au XXe siècle, épouse du procureur du village de Cranesmuir au XVIIIe siècle (amante de Dougal MacKenzie), puis d'un colon à la Jamaïque (relation avec des pirates et des contrebandiers), amie de Claire (bonne connaissance des plantes, dont les poisons). Accusée de sorcellerie (survit au bûcher sauvée par Dougal MacKenzie, devient définitivement folle à cause de la syphilis et tuée par Claire qui protégeait Jamie). Voyageuse dans le temps, ancêtre de Roger MacKenzie-Wakefield.
- Janet « Jenny » Fraser, épouse de Ian Murray (père), sœur de Jamie, mère de Ian Murray fils et de cinq autres enfants.
- Ian Murray père, époux de Jenny. Ami d'enfance de Jamie.
- Alexander Fraser, oncle de Jamie, abbé de Sainte-Anne-de-Beaupré.
- Jared Munro Fraser, cousin de Jamie, négociant en vins et alcools au Havre et à Paris.
- Brianna Fraser, fille de Claire et de James, fille adoptive de Frank Randall. Épouse Roger Wakefield. Mère de Jeremiah (Jemmy), Amanda (Mandy) et David.
- Roger Wakefield (appelé MacKenzie ou Mac au XVIIIe siècle), historien écossais, fils adoptif du Révérend Reginald Wakefield, descendant de Geillis et Dougal, époux de Brianna Fraser. Père de Jeremiah (Jemmy), Amanda (Mandy) et David.
- Jeremiah Alexander Ian Fraser MacKenzie (appelé Jem ou Jemmy), fils de Brianna et Roger.
- Louis XV, roi de France.
- Fergus Claudel Fraser, pickpocket parisien, puis fils adoptif de Jamie, époux de Marsali MacKenzie, père de Germain, Joan, Félicité, Henri-Christian, Alexandre et Charles-Claire.
- Hildegarde de Gascogne, mère supérieure de l'hôpital des Anges à Paris.
- Maître Raymond, apothicaire à Paris.
- Alexander Randall, vicaire, jeune frère de Jack Randall. Sur son lit de mort, il force son frère à épouser Mary Hawkins pour que leur enfant à naître soit légitime.
- Mary Hawkins, jeune fille anglaise, filleule du duc de Sandringham, amoureuse d'Alexander Randall.
- Lord John Grey, noble et officier anglais, gouverneur de la prison d'Ardsmuir, espion, diplomate, gouverneur de la Jamaïque, père adoptif de William Ranson comte d'Ellesmere, le fils secret de James. Veuf d'Isobel Dunsany. Ami et amoureux de Jamie.
- Joe Abernathy, d'origine jamaïcaine, médecin au Massachusetts General Hospital à Boston, collègue et meilleur ami de Claire.
- Percy Wainwright, militaire. Ancien amant de John Grey.
- Harold Grey (alias oncle Hal), comte de Melton, duc de Pardloe, frère aîné de Lord John Grey, époux de Minerva Wattiswade Grey, dont quatre enfants: Benjamin, Adam, Henry et Dorothée (Dottie).
- Yi Tien Cho, dit M. Willoughby, précédemment de l'Empire Céleste.
- Duncan Innes, pêcheur écossais, ami de Jamie et compagnon de prison.
- Stephen Bonnet, trafiquant et pirate irlandais.
- Jocasta MacKenzie, épouse Cameron, tante de Jamie Fraser (sœur d'Ellen, de Colum et de Dougal), amante de Murtagh Fraser (dans la version télévisée) et propriétaire d'une plantation en Caroline du Nord
- Marsali Mackimmie Fraser, fille de Laoghaire MacKenzie, épouse de Fergus, mère de Germain, Joan, Félicité et Henri-Christian.
- Ian Murray fils (Petit Ian), fils benjamin de Ian et Jenny. Époux d'une Indienne (Émily ou « Travaille avec ses mains »), puis de Rachel Hunter.
- Rollo, chien-loup de Petit Ian.
- John Quincy Myers, homme des bois.
- Tom Christie, ancien jacobite, et ses enfants Allan et Malva.
- William Ranson, 9e comte d'Ellesmere, fils adoptif de Lord John Grey, fils secret de Jamie et Geneva Dunsany. Militaire et espion lors de la guerre d'indépendance américaine.
- Denzell « Dennie » Hunter, médecin, et sa sœur Rachel, quakers américains. Dennie épouse la cousine par alliance de William Ranson, Dorothée (Dottie) Grey, et Rachel épouse le neveu de Jamie, Petit Ian.
- Jane Pocock, prostituée à Philadelphie, et sa sœur Frances (Fanny).

## Adaptations

### Audiolivres
La saga est disponible en audiolivres. On la trouve en anglais en version intégrale (lue par Davina Porter) et abrégée (lue par Geraldine James), et en français en version intégrale (lue par Marie Bouvier).

### Roman graphique
En 2010, Gabaldon a adapté le premier tiers de Outlander dans le roman graphique The Exile: An Outlander Graphic Novel (en), illustré par Hoang Nguyen.

### Comédie musicale
En 2010 également, une comédie musicale intitulée Outlander: The Musical a été créée avec un cycle de 14 chansons. Sur une musique de Kevin Walsh et des paroles de Mike Gibb, la représentation théâtrale est toujours au stade de projet, mais l'album est disponible en téléchargement sur Internet,.

### Série télévisée

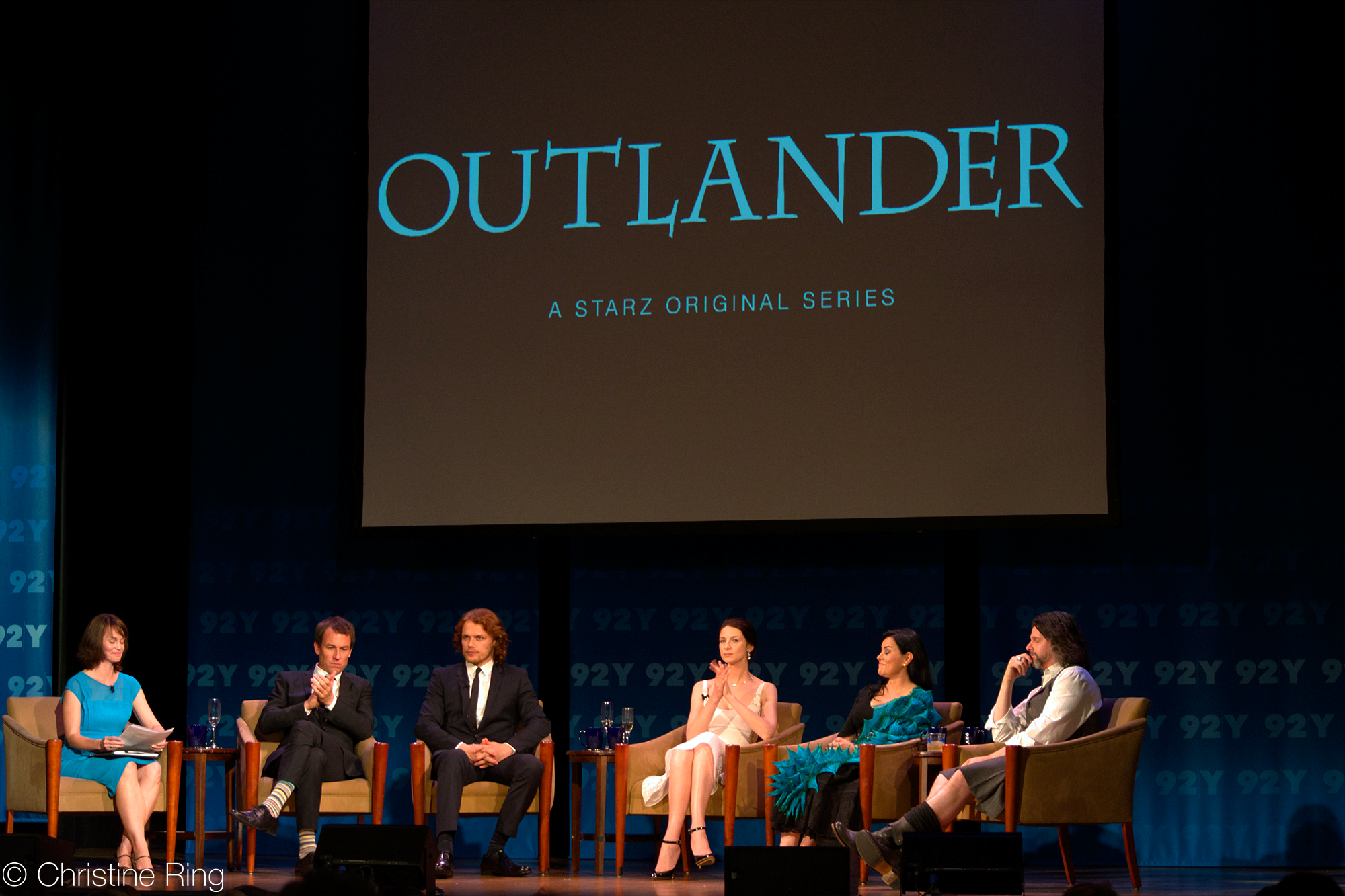
L'équipe de la série pour la première à New York en 2014.

En 2014, les romans sont adaptés à la télévision par Ronald D. Moore. Diffusée sous le titre Outlander, la série est produite par Sony Pictures Television pour la chaîne Starz, et interprétée par Caitriona Balfe, Sam Heughan et Tobias Menzies. Les deux premières saisons sont fidèles aux deux premiers tomes de la saga.

## Lord John
La saga Lord John est dérivée de Outlander. La série est une séquence de romans bien plus courts que la saga originelle dont le personnage central est Lord John Grey, un personnage secondaire récurrent apparu pour la première fois dans le second roman Le Talisman (Dragonfly in Amber). Elle est composée de six nouvelles et trois romans qui se déroulent entre 1756 et 1761, pendant les événements du troisième roman, Le Voyage,. Les traductions des trois premières nouvelles Lord John: The Hellfire Club (1998), The Succubus (2003), et The Haunted Soldier (2007), ont été réunies en volume paru d'abord sous le titre Une odeur de soufre (2009) puis La marque des démons (2012); celles de The Custom of the Army (2010), The Plague of Zombies (2011) et Besieged (2017) ont été publiés dans le volume Le Cercle des sept pierres (2018).  Les trois romans sont The Private Matter (2003) = Une affaire privée (2005); The Brotherhood of the Blade (2007) = La confrérie de l’épée (2008); et The Scottish Prisoner (2011) = Le prisonnier écossais (2014). Plusieurs des romans ont été publiés sous le format audiolivre, lus par Jeff Woodman.